# Model westminsterski
Model westminsterski – według kryterium instytucjonalnego jeden z dwóch rodzajów modeli demokracji, charakteryzujący się następującymi cechami:
- koncentracja władzy wykonawczej – rząd jednopartyjny,
- dominacja rządu nad parlamentem (fuzja władzy),
- tylko dwie partie mogą realnie konkurować o absolutną większość (dwupartyjność),
- programy wyborcze nie różnią się znacznie od siebie,
- większościowy i dysproporcjonalny system wyborczy,
- pluralizm grup interesu,
- asymetryczność bikameralizmu (większą rolę odgrywa izba niższa),
- centralizm i unitaryzm (państwo jest jednolite),
- elastyczność reguł, w oparciu o które funkcjonuje system polityczny,
- konstytucyjna elastyczność,
- bank centralny kontrolowany przez rząd.

Model taki występuje m.in. w Wielkiej Brytanii, gdzie parlament zbiera się w Pałacu Westminsterskim - stąd jego nazwa.